# Mölln (Schleswig-Holstein)
Mölln è una città di 19 329 abitanti dello Schleswig-Holstein, in Germania.
Appartiene al circondario (Kreis) del ducato di Lauenburg (targa RZ).

## Storia

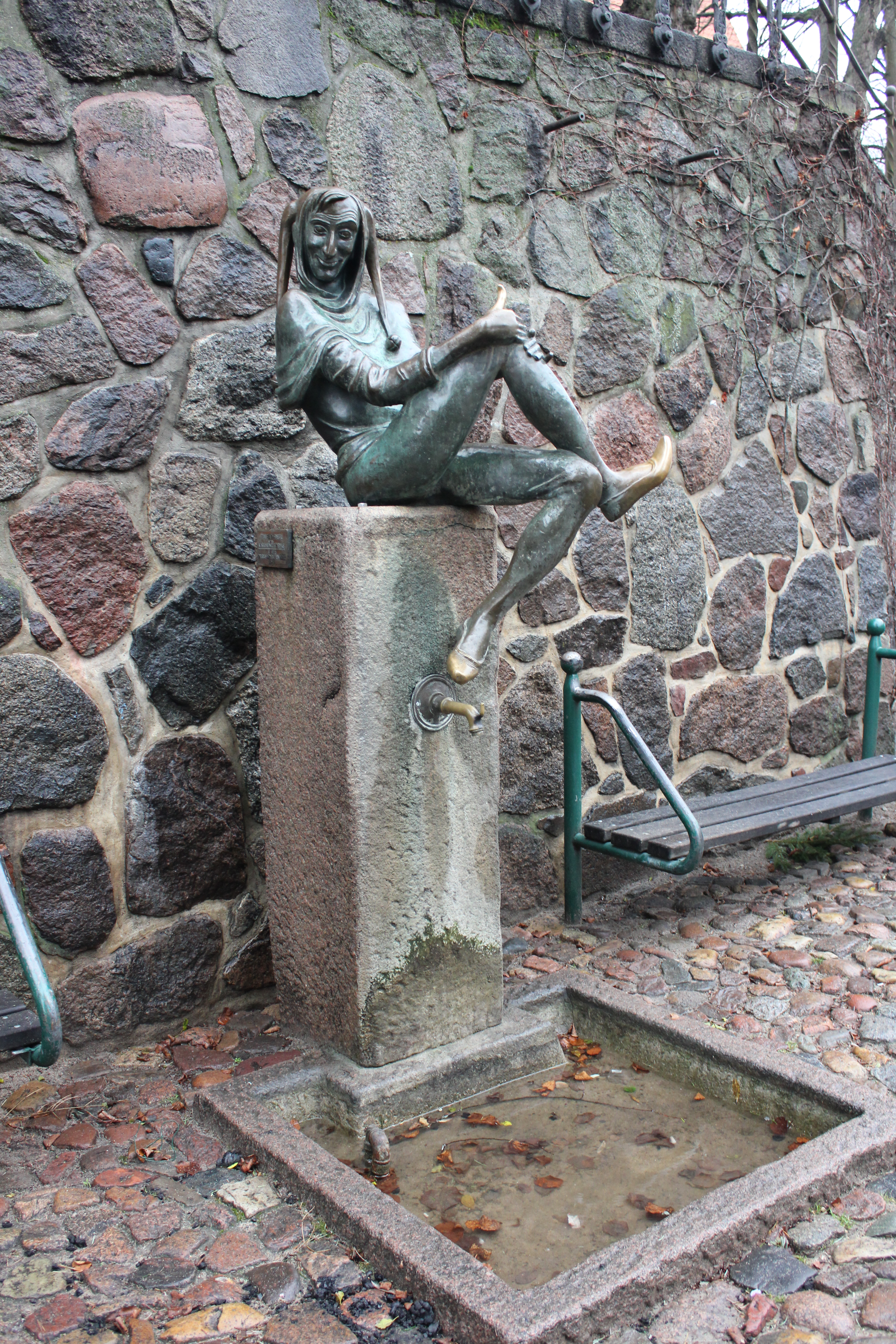
Statua di Till Eulenspiegel a Mölln

La città fu fondata nel XII secolo. Divenne rapidamente una città importante grazie all'Antica Via del Sale, attraverso la quale il sale prodotto nelle miniere di Luneburgo veniva trasportato al porto baltico di Lubecca, e al Canale di Stecknitz, che fu un precursore dell'attuale Canale Elba-Lubecca. Pur essendo situata nel mezzo del ducato medievale di Lauenburg, la città fu ipotecata alla città anseatica di Lubecca, che governò Mölln dal 1359 al 1683. A quest'epoca risale l'associazione Möllner Schützengilde von 1407 e.V., fondata oltre 600 anni fa e tuttora esistente con quasi 300 membri.
Mölln si definisce la "città di Eulenspiegel", per via di Till Eulenspiegel, un leggendario imbroglione noto per aver smascherato i vizi e provocato la riflessione. Si dice che Eulenspiegel abbia vissuto a Braunschweig, ma il suo ultimo anno di vita sarebbe stato a Mölln. Morì di peste nel 1350. Sebbene la sua esistenza non sia provata, a Mölln sono presenti diversi monumenti a lui dedicati.
Nel 1992, estremisti di destra hanno dato fuoco a case abitate da turchi, uccidendo tre ragazze.